# Buel del Lovo
Buel del Lovo es una isla italiana en la laguna de Venecia en la parte inferior del canal Mazzorbo.  Su nombre es casi seguro que se refiere al camino difícil  que se tiene que tomar para llegar a ella. La isla tiene una superficie de 0,7 hectáreas (0,007 km²). 
Durante mucho tiempo fue sede de puestos militares, que estuvieron ahí desde el siglo XIX, una verdadera fortaleza se mantuvo activa hasta la Primera Guerra Mundial.